# Kees van Waning
Cornelis  Anthonij (Kees of Cees) van Waning (Den Haag, 26 juli 1861 - aldaar, 27 oktober 1929) was een Nederlandse kunstschilder.
Van Waning was een telg uit het geslacht Van Waning, en trouwde tweemaal, in tweede echt met kunstschilderes Marie van Waning-Stevels (1874-1943); beide huwelijken bleven kinderloos. Hij deed de departementaal-school op het Buitenhof, waar hij tekenlessen volgde van Carel Jacobus Behr. Nadien kreeg hij enig kunstonderricht van Fridolin Becke, Johan Michaël Schmidt Crans, Johannes Bosboom en Willem Maris.
Van Waning woonde in Voorburg en Rijswijk (Z.H.) en keerde in 1906 terug naar Den Haag. Hij deelde daar enige tijd een atelier met Floris Arntzenius aan het Spui, waar eerder Bernard Blommers werkte.
Van Waning schilderde in een impressionistische trant en maakte uiteenlopend werk van bloemstillevens, stadsgezicht en landschappen tot riviergezichten en zeegezichten. Hij was lid van Pulchri Studio in Den Haag en van Arti et Amicitiae te Amsterdam, en maakte deel uit van het kunstenaarsgezelschap De Rotterdammers.

## Fotogalerij

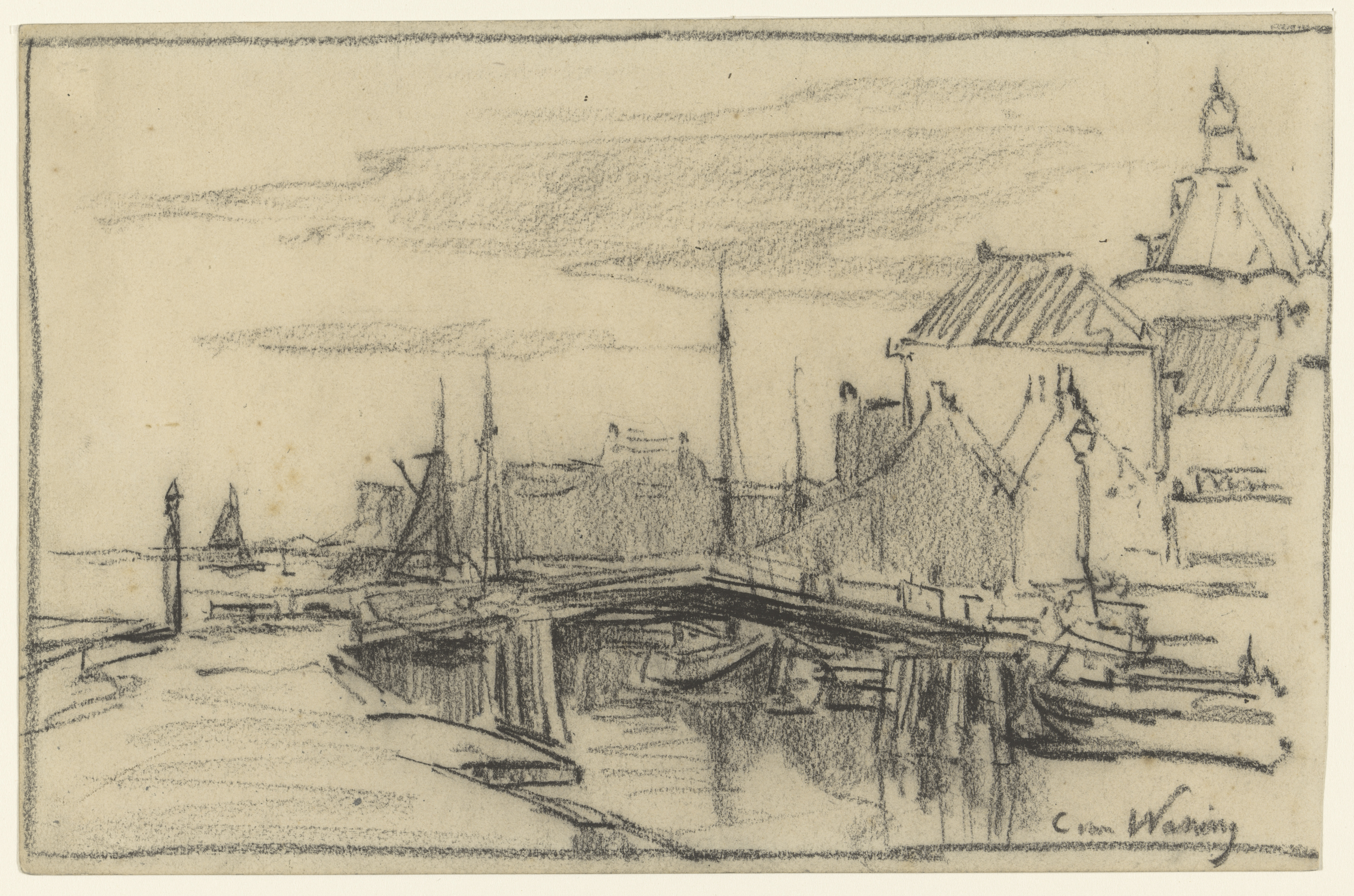
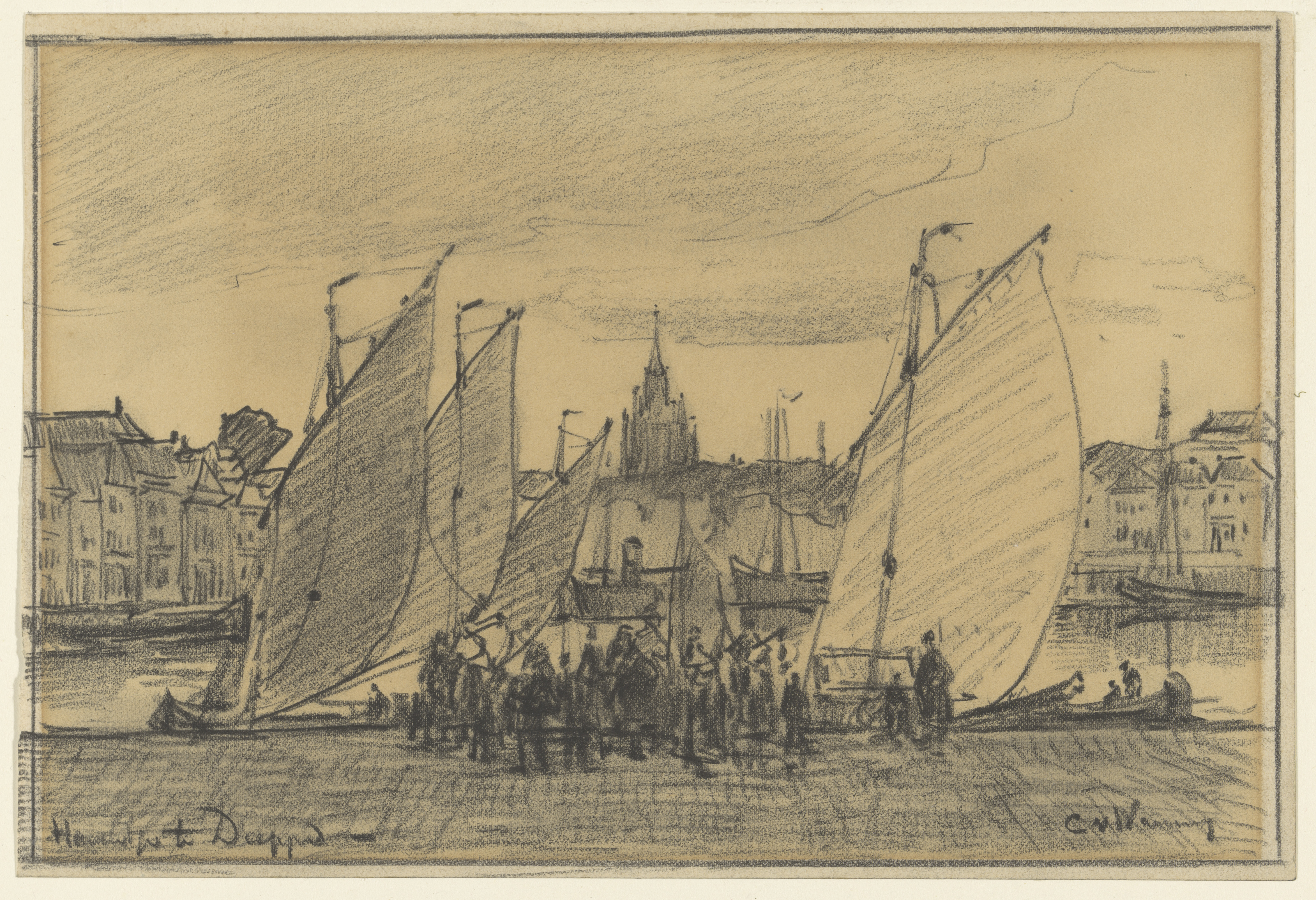
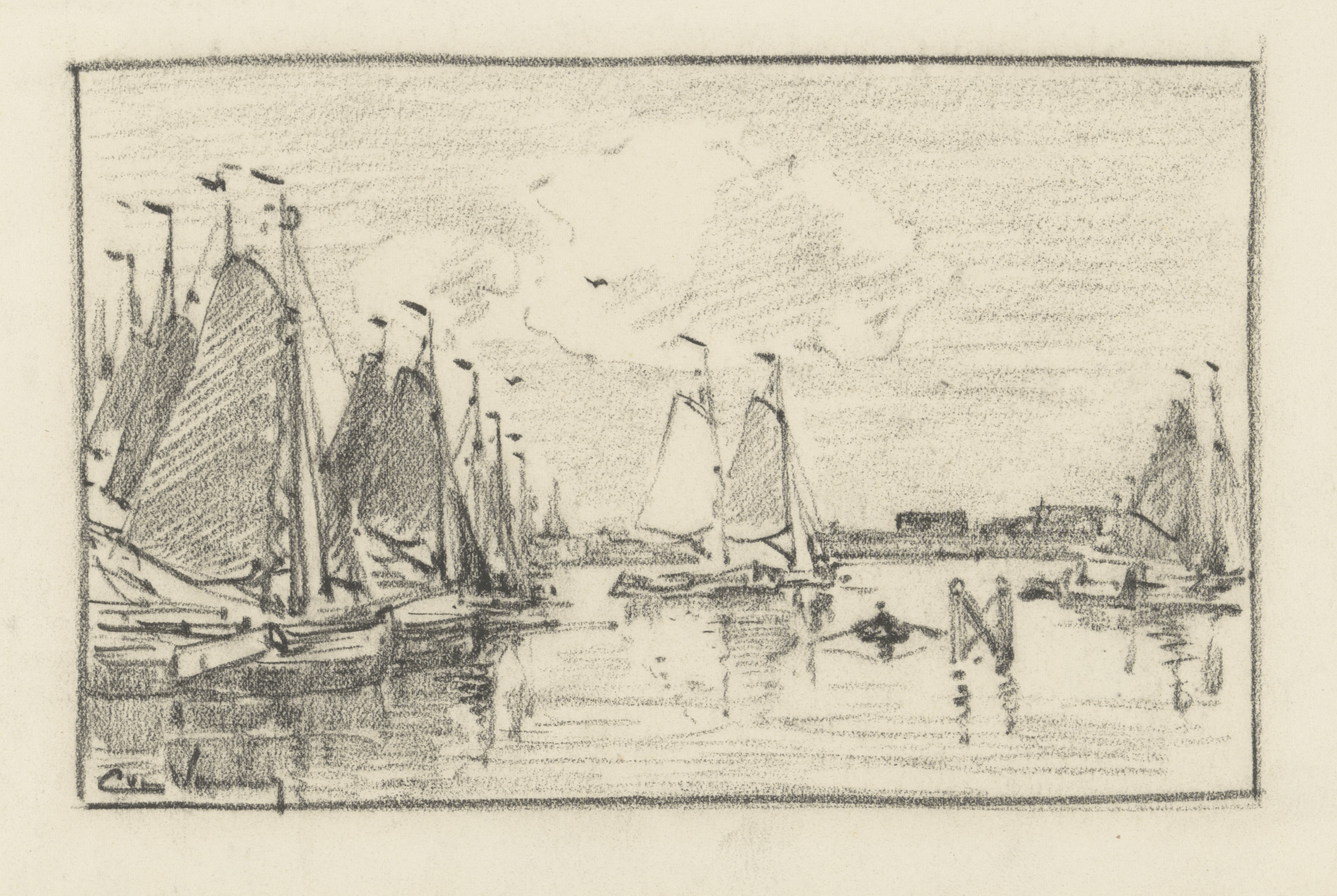
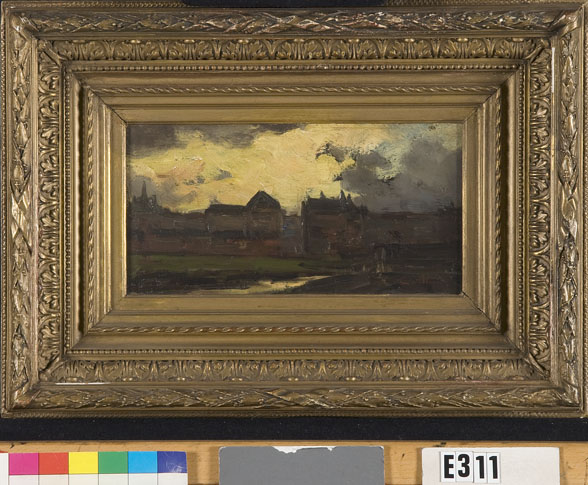